# Piptadenia peruviana
Piptadenia peruviana là một loài thực vật có hoa trong họ Đậu. Loài này được (J.F.Macbr.) Barneby miêu tả khoa học đầu tiên.